# 武功县各级文物保护单位列表
以下为陕西省咸阳市武功县的各级文物保护单位:

## 全国重点文物保护单位
| 郑家坡遗址 | 7-0439 | 古遗址 | 武功县 | 商 |  |
| 报本寺塔   | 7-1417 | 古建筑 | 武功县 | 宋 |  |
| 武功城隍庙 | 7-1436 | 古建筑 | 武功县 | 明 |  |

## 陕西省文物保护单位
- 香尧遗址
- 史家遗址
- 王烧台遗址
- 姜嫄墓
- 苏武墓
- 隋炀帝墓
- 武功城隍庙
- 岸底遗址
- 教稼台
- 武功关帝庙
- 望仙宫
- 寺背后塔
- 康海墓